# Vlakkevloertheater
Een vlakkevloertheater, afgekort vvt, is een theater waarbij het publiek op de eerste rij op hetzelfde niveau zit als het toneel, in tegenstelling tot een lijsttheater, waarbij de eerste rijen zich lager bevinden. 
Doordat de acteurs zo dicht bij hun publiek kunnen komen, is het publiek meer betrokken in de voorstelling. De toneelrand is niet meer de harde grens. 
Veel vlakkevloertheaters zijn kleinere zalen tot 250 mensen. Boven het toneel is vaak geen trekkenwand maar een netwerk van buizen of bruggen aangebracht om de spots aan te hangen. Ook is de hoogte geringer dan in het toneelhuis van een lijsttheater en is een deel van de theatertechniek zichtbaar voor het publiek.
Sommige zalen hebben een dubbelfunctie. Hier kunnen, door middel van een hefplateau, de eerste paar rijen tot op toneelniveau worden gebracht en de lijst kan uit het beeld worden verwijderd.
De Brakke Grond was het eerste vlakkevloertheater in Nederland en beleefde zijn opening in 1962 (De Voogd, 1970).

## Belangenbehartiging in Nederland
Vlakkevloertheaters in Nederland waren verenigd in de Vereniging van Vlakke Vloer Theaters (VVT). In 2003 is deze opgegaan in de Vereniging van Schouwburg- en Concertgebouwdirecties (VSCD). In 2018 hebben veertien podia zich weer verenigd in het Vlakke Vloer Platform.

## Podia in Nederland
Vlakkevloertheaters in Nederland:
- Corrosia Theater (Almere)
- De Lieve Vrouw (Amersfoort)
- Theater Bellevue (Amsterdam)
- Theater Frascati (Amsterdam)
- Korzo (Den Haag)
- Het Nationale Theater (Den Haag)
- De Lawei (Drachten)
- Grand Theatre (Groningen)
- Toneelschuur (Haarlem)
- Verkadefabriek (’s-Hertogenbosch)
- Theater Ins Blau (Leiden)
- Stadstheater De Bond (Oldenzaal)
- Groene Engel (Oss)
- LantarenVenster (Rotterdam)
- Theater De Nieuwe Vorst (Tilburg)
- Theater Kikker / Podium Hoge Woerd (Utrecht)
- Schaffelaartheater (Kleine Zaal) (Barneveld)

Voormalige vlakkevloertheaters in Nederland:
- Theater Bis (’s-Hertogenbosch)
- Plaza Futura (Eindhoven)
- Theater Romein (Leeuwarden)
- LAKtheater (Leiden)
- O42 (Nijmegen)
- Witte Theater (IJmuiden)
- Huis aan de Werf (Utrecht)

1. ↑  Veertien vlakkevloertheaters verenigen zich in nieuw platform, Theaterkrant,  Sander Janssens, 26 februari 2018. Geraadpleegd 22 april 2020.